# Аргайл (орнамент)

Пример использования орнамента аргайл

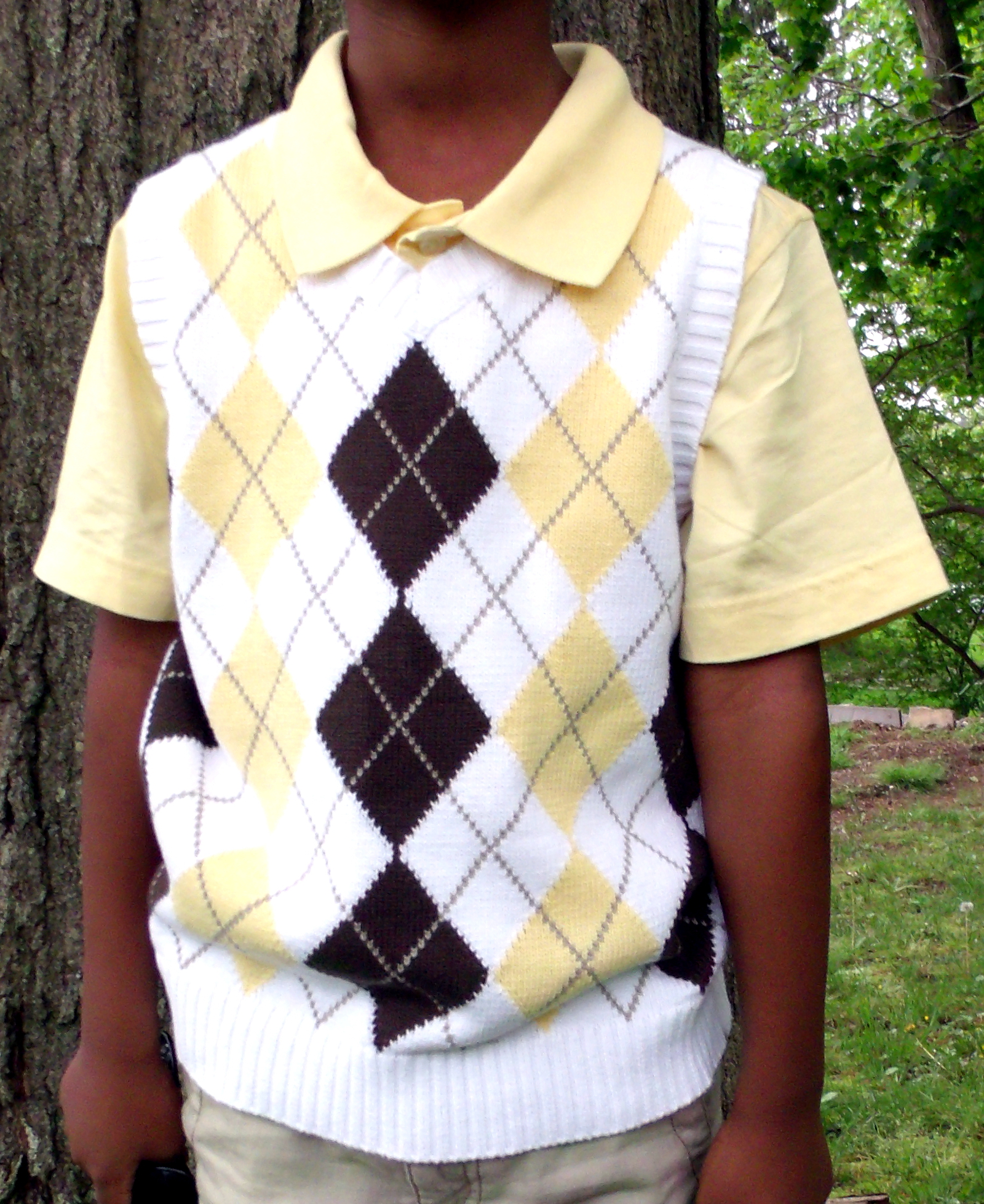
Жилетка с узором аргайл

Аргайл (гэльск. Argyle, argyll) — узор из ромбов или квадратов, расположенных в шахматном порядке и образующих параллельные и поперечные полосы разных цветов. Как правило, поверх ромбов наложена тонкая полоса контрастного цвета. Название происходит от имени шотландского клана Кампбел в графстве Аргайл.
Особенную популярность этот орнамент получил в XX веке. Это случилось благодаря компании «Pringle of Scotland», которая стала выпускать элитный трикотаж с орнаментом «Аргайл», после чего он стал визитной картой аристократии. С тех пор узор не выходит из моды. Существует огромное количество цветовых решений этого орнамента. Особенно популярен этот узор на свитерах, жилетах, кардиганах, платьях, шарфах, носках и гетрах.
Называть вязаный орнамент «Аргайл» принтом неправильно. Принты — это напечатанные (на станке или вручную) рисунки на ткани. В связи с этим ткани с принтами называют набивными. Набивным может быть и рисунок «Аргайл». Но исконным воплощением узора «Аргайл» были вязаные изделия. При этом вывязанные на трикотаже ромбы являются не печатным принтом, а трудоёмким в изготовлении, вывязанным несколькими цветами ниток, узором. Традиционные изделия с узором «Аргайл» — это трикотаж многоцветной вязки. В связи с этим подпись «принт» на рисунке, который демонстрирует пример орнамента «Аргайл» — неграмотна с технологической точки зрения.